# St. Bartholomä

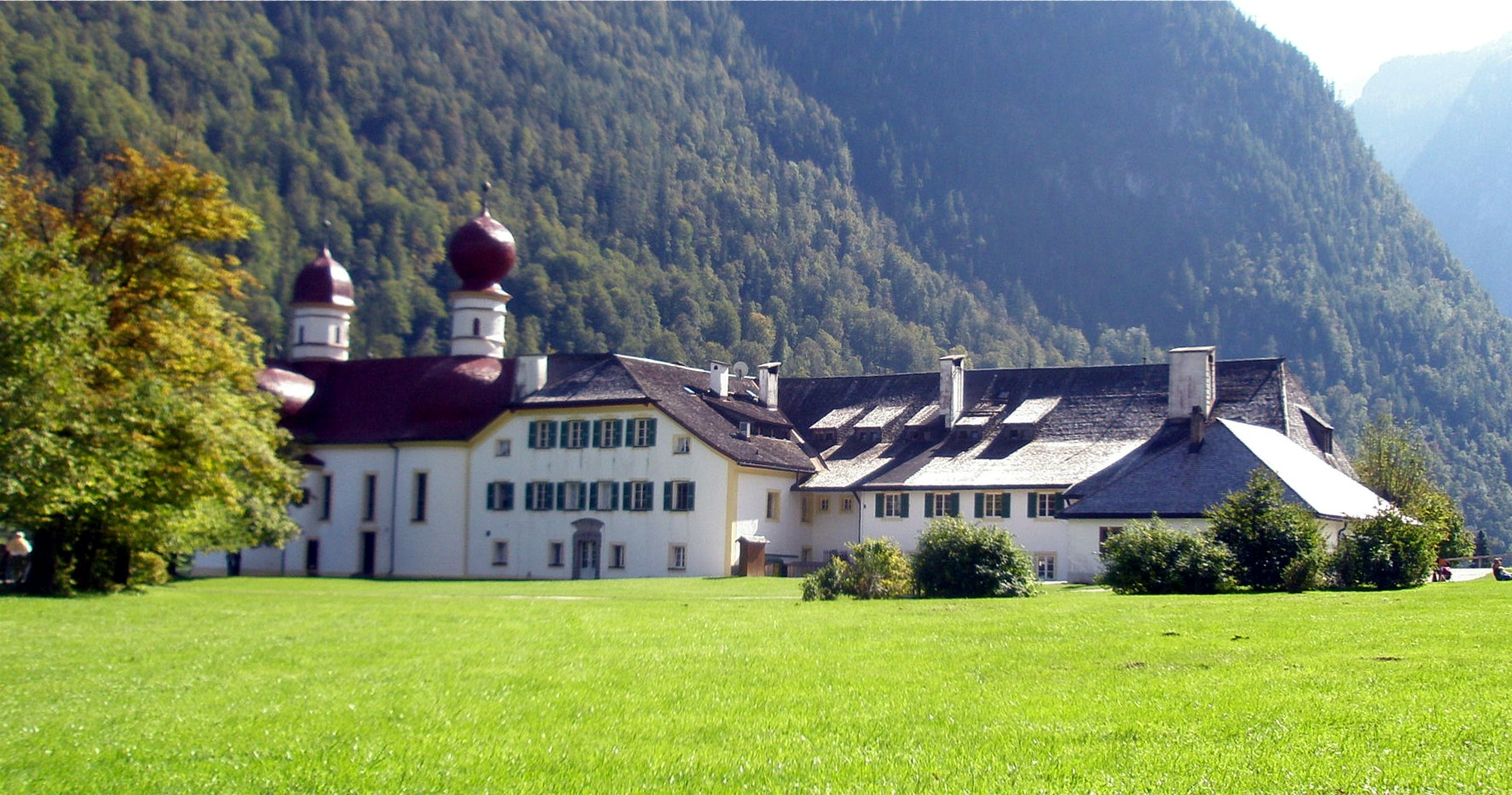
Nhà thờ với lâu đài đi săn ngày xưa

St. Bartholomä là một nhà thờ hành hương nhỏ nằm ở bờ Tây của Königssee trên bán đảo Hirschau thuộc xã Schönau am Königssee. Tới bán đảo này người ta phải dùng thuyền, đi bộ thì quảng đường rất xa và phải leo núi. Một phần của nhà thờ đã có từ thế kỷ 12. Từ thế kỷ 17 nó được xây theo kiểu kiến trúc Baroque. Thánh St. Bartholomäus là thánh bảo hộ cho các nông dân miền núi.
Nhà thờ này có 2 kiểu tháp củ hành khác nhau và mái màu đỏ.

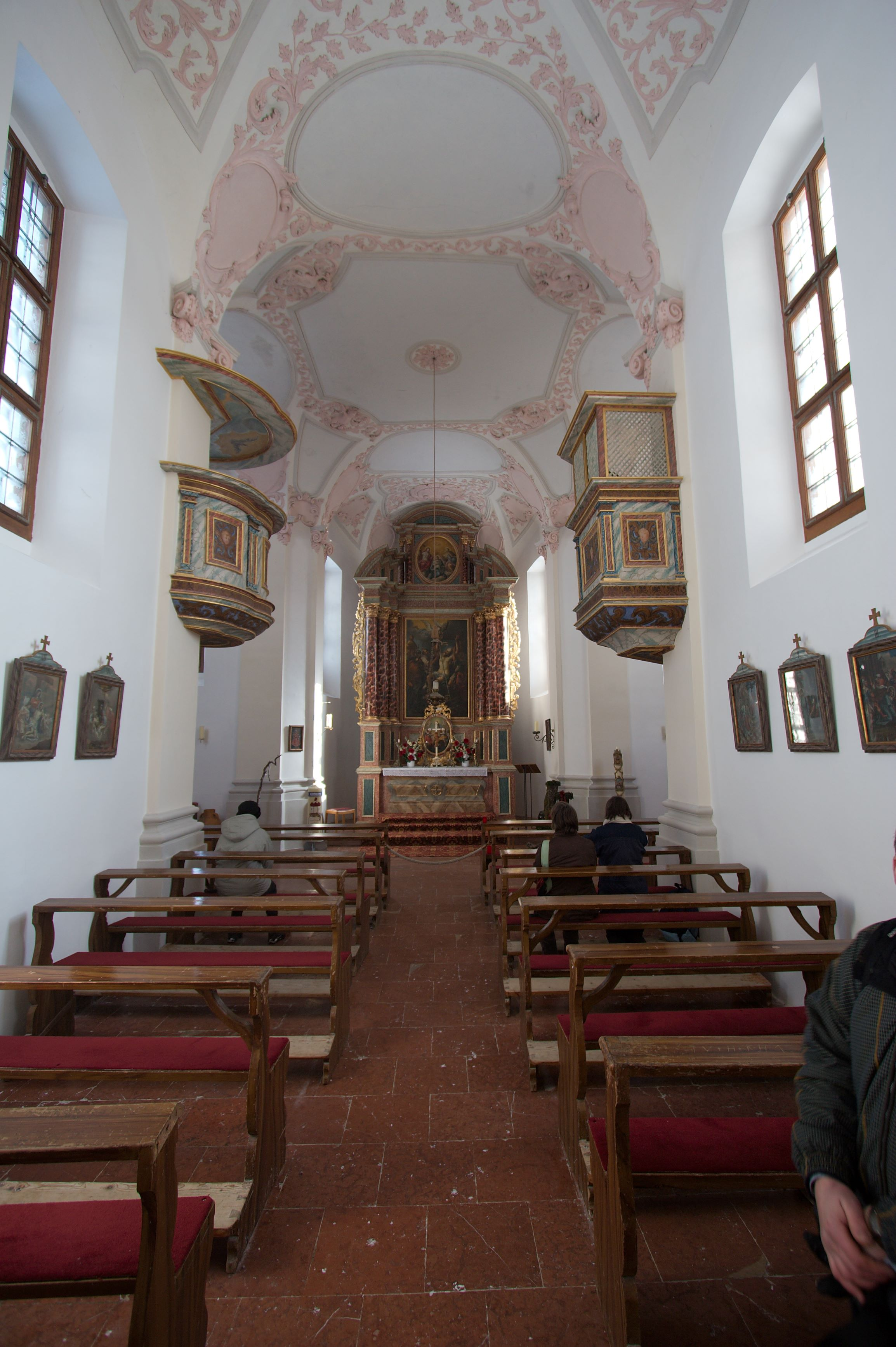
Phòng cầu nguyện với bàn thờ
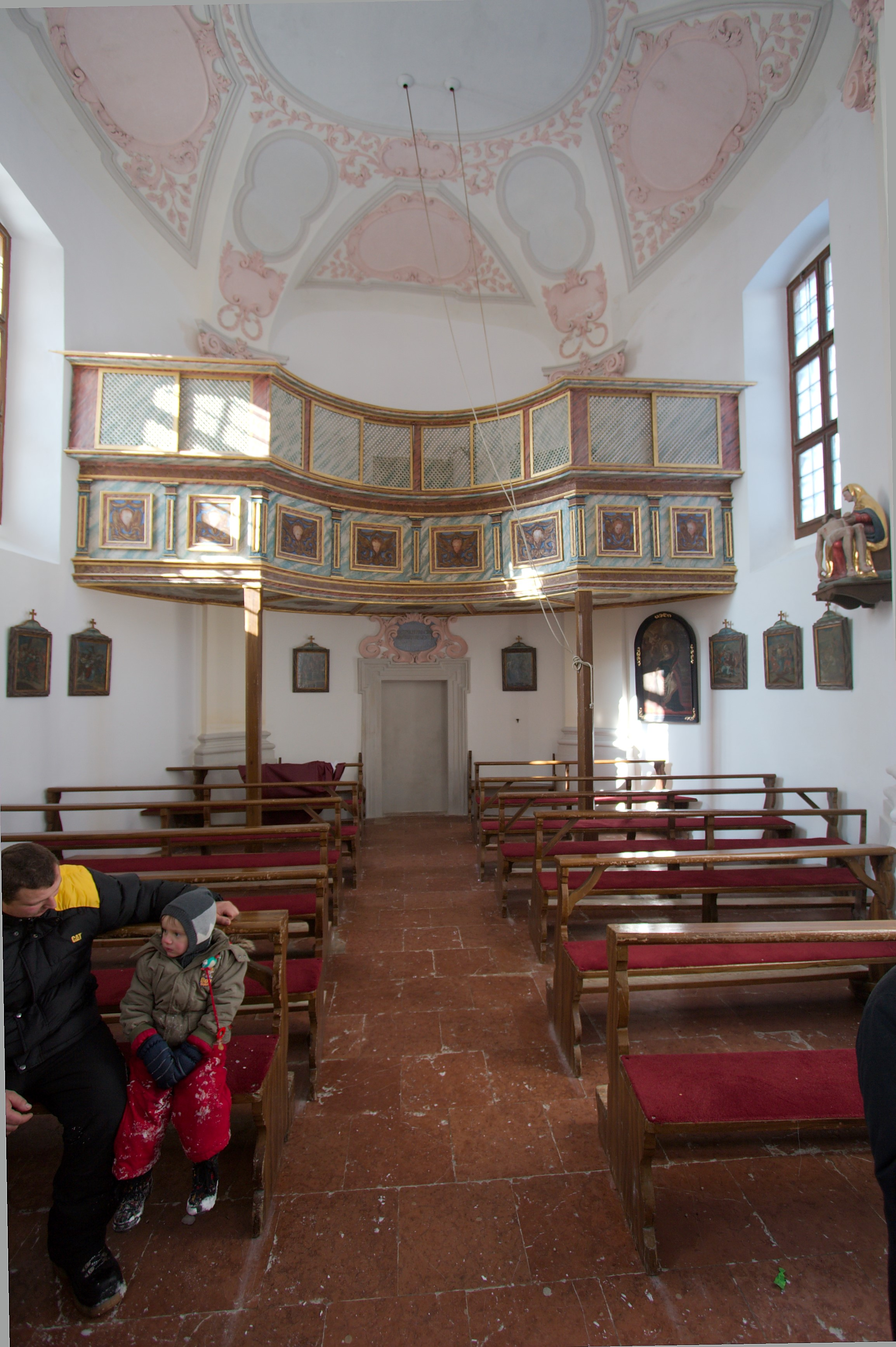
Cuối phòng
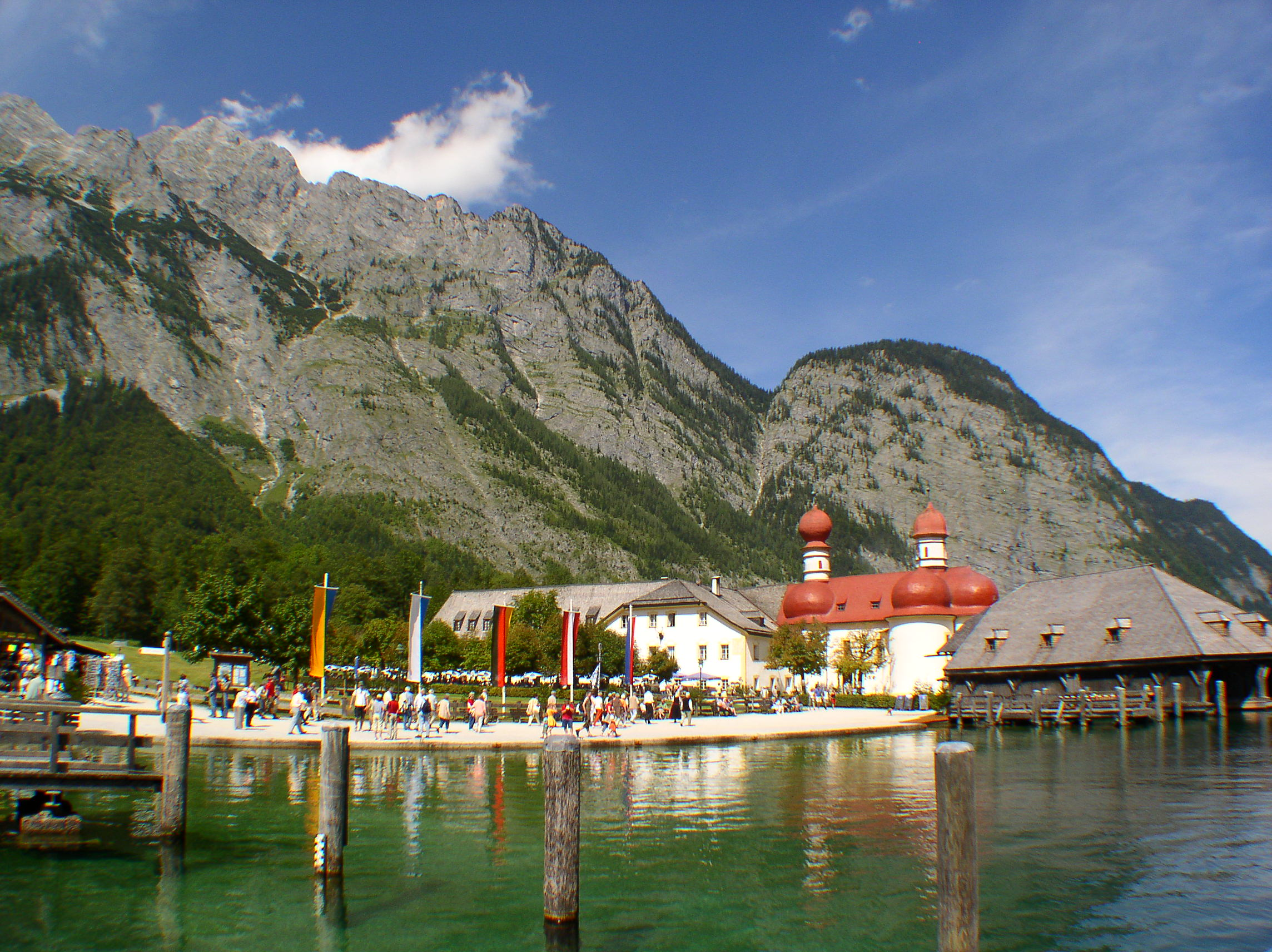
St. Bartholomä với chỗ đậu thuyền
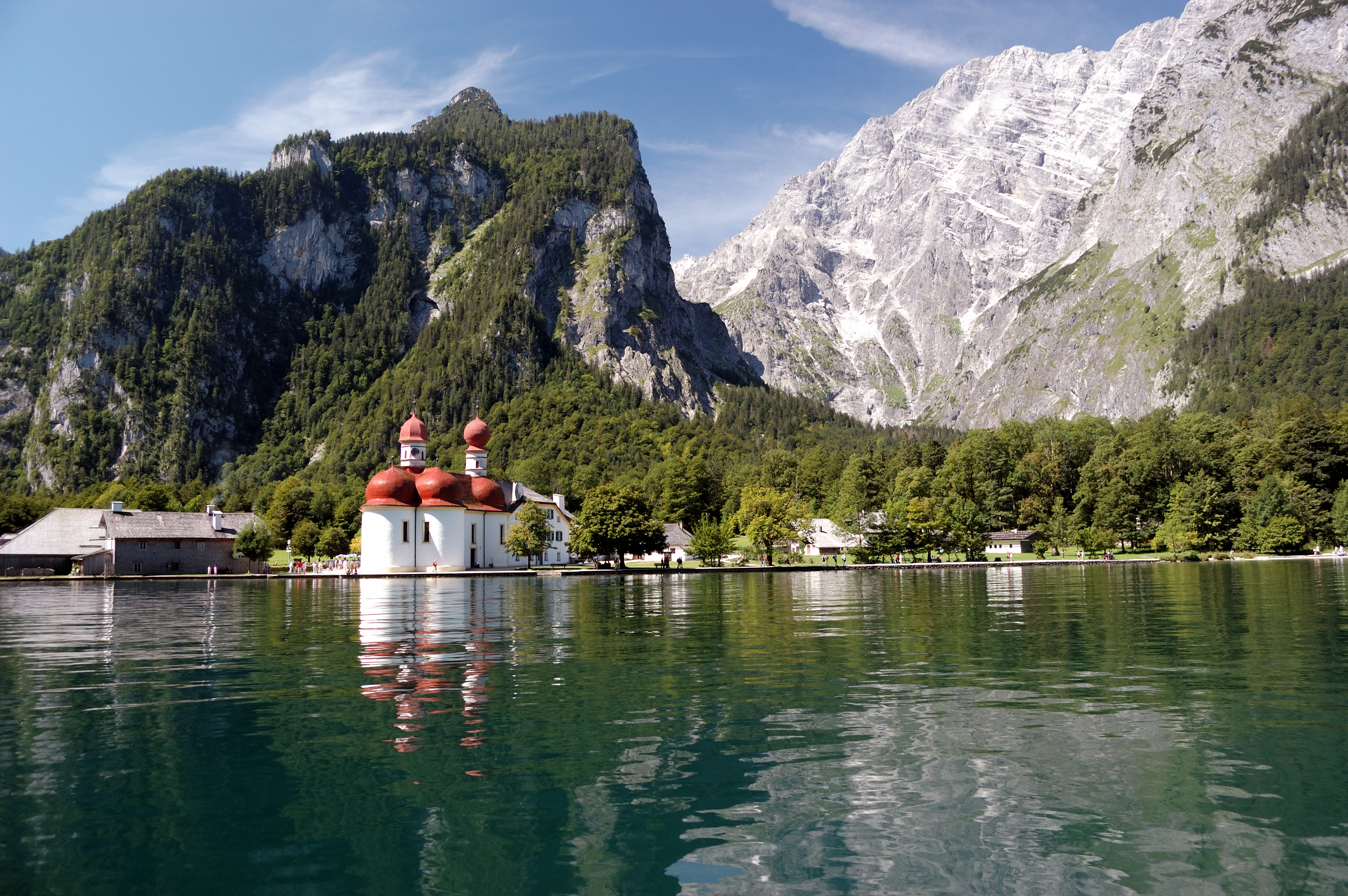
St.Bartholomä nhìn từ thuyền
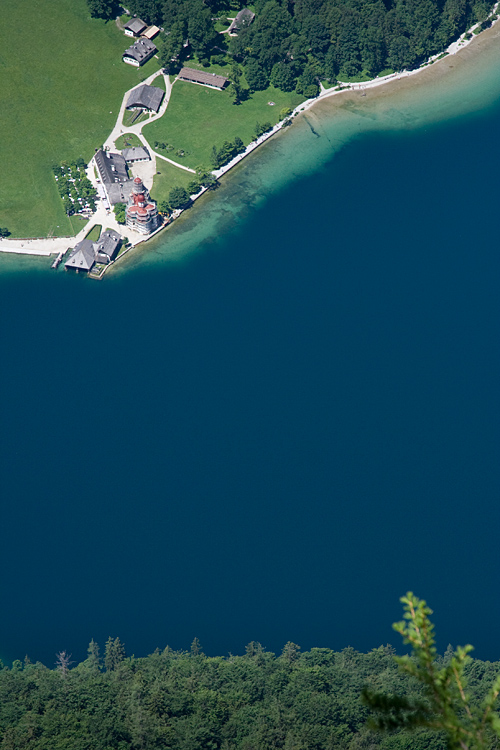
St. Bartholomä nhìn từ 1100 m ở điểm Feuerpalven

## Hiện tại
St. Bartholomä hiện tại thuộc sở hữu của bang Bayern, nhà thờ có thể mướn được để cầu nguyện hay làm lễ cưới (cho những người theo đạo Công giáo), hay thưởng thức nhạc thích hợp với khuôn khổ nhà thờ. Có đủ chỗ cho 100 người.